# Alto Hospicio (stad)
Alto Hospicio är en stad  i Tarapacáregionen i norra Chile, och är belägen strax sydost om Iquique. Folkmängden uppgår till lite mer än 100 000 invånare. Alto Hospicio tillhörde tidigare Iquiques kommun, men bildade 2004 en egen kommun.